# Susie van der Meer
Susie van der Meer (Künstlername von Susanne Neid) (* Juli 1973 in Varel/Friesland) ist eine deutsche Singer-Songwriterin. Sie wurde durch die Mitarbeit am Soundtrack von Lola rennt (1998) bekannt, der ihren Song Somebody Has to Pay enthält.

## Leben
Susie van der Meer lebt in Berlin-Kreuzberg. Der Name „van der Meer“ ist der von ihr angenommene Geburtsname ihrer Mutter. Sie studierte in Hildesheim Kulturpädagogik, als der Musikproduzent Moses Schneider auf sie aufmerksam wurde. In Berlin gründete sie mit ihm (E-Bass) und Bernd „Ben“ Lauber (Schlagzeug und Programming) eine Band und zog in deren Wohngemeinschaft mit angeschlossenem Homestudio. In der zweiten Septemberhälfte 1997 erschien das Debütalbum Static Warp Bubble beim Hamburger Label Polydor. Danach wirkte sie als Gastsängerin beim Album Drei von Das Holz mit. Nachdem Polydor die Zusammenarbeit nicht fortsetzte, widmete sich van der Meer zunächst verschiedenen Soundtrack-Anfragen. Im November 2003 veröffentlichte sie bei dem Independent-Label Freispiel ihr zweites Album Luciferin. 2005 verfasste sie für das Themenalbum über Mädchenpubertät Bleib Gold, Mädchen das Lied Knopfloch.
Das im Januar 2007 erschienene Album Eyes on Me enthielt neben bereits veröffentlichtem Material, überwiegend von Luciferin, einige neue Titel. Auch die 2012 offiziell erschienene Single Gravity (schon seit 2009 bei iTunes erhältlich) war bereits 1999 auf dem 31. Musikexpress-Sampler Double T Music / The Popular Organization veröffentlicht worden.

## Diskografie
- 1997: Shakin' An Ass (Maxi-Single, Polydor)
- 1997: Static Warp Bubble (Polydor/Universal Music Group)
- 2003: Luciferin (Freispiel/Sony Music)
- 2007: Eyes on Me (Blowpipe)
- 2012: Gravity (Single, Blowpipe)